# Gió plasma

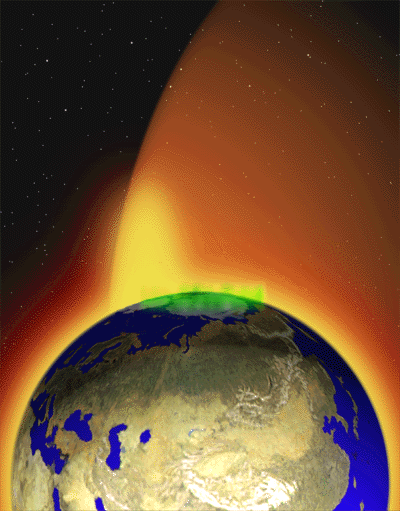
Đài phun plasma của Trái Đất, cho thấy các ion oxy, heli và hydro phun vào không gian từ các khu vực gần các cực của Trái Đất. Vùng màu vàng nhạt hiển thị phía trên cực bắc biểu thị khí bị mất từ Trái Đất vào không gian; khu vực màu xanh lá cây là cực quang borealis - hoặc năng lượng plasma tràn vào khí quyển.

Gió địa cực hay gió plasma là dòng chảy plasma vĩnh viễn từ các vùng cực của từ quyển Trái Đất, gây ra bởi sự tương tác giữa gió Mặt Trời và bầu khí quyển của Trái Đất. Gió mặt trời làm ion hóa các phân tử khí trong bầu khí quyển phía trên thành năng lượng cao đến mức một số trong số chúng đạt được vận tốc thoát và đổ vào không gian. Một tỷ lệ đáng kể các ion này vẫn bị ràng buộc bên trong từ trường của Trái Đất, nơi chúng tạo thành một phần của vành đai bức xạ.
Thuật ngữ này được đặt ra vào năm 1968 trong một cặp bài viết của Banks và Holzer  và bởi Ian Axford. Vì quá trình ion hóa plasma tầng điện ly chảy ra khỏi Trái Đất dọc theo đường sức từ tương tự như dòng plasma mặt trời từ hào quang của Mặt Trời (gió Mặt Trời), Axford đã đề xuất thuật ngữ "gió địa cực". Ý tưởng cho gió địa cực bắt nguồn với mong muốn giải quyết nghịch lý của số lượng helium trên mặt đất. Nghịch lý này bao gồm thực tế là helium trong bầu khí quyển của Trái Đất dường như được tạo ra (thông qua sự phân rã phóng xạ của uranium và thorium) nhanh hơn khi nó bị mất khi thoát ra khỏi bầu khí quyển phía trên. Việc nhận ra rằng một số helium có thể bị ion hóa, và do đó thoát khỏi Trái Đất dọc theo các đường sức từ mở gần các cực từ ('gió cực'), là một giải pháp khả thi cho nghịch lý.
Nghiên cứu sâu hơn đến từ thiết bị đo phổ khối ion Retending trên tàu vũ trụ của Dynamics Explorer, vào những năm 1980. Gần đây, tên lửa nghiên cứu SCIFER đã được phóng vào khu vực sưởi ấm plasma của địa cực.